# Euderus ussuriensis
Euderus ussuriensis är en stekelart som först beskrevs av Storozheva 1987.  Euderus ussuriensis ingår i släktet Euderus och familjen finglanssteklar. Inga underarter finns listade i Catalogue of Life.